# Malé Hincovo pleso
Malé Hincovo pleso je morénové ledovcové jezero, které leží v Mengusovské dolině ve Vysokých Tatrách na Slovensku. Má rozlohu 2,2260 ha, hloubku 6,4 m a objem 72 360 m³. Je 265 m dlouhé a 130 m široké. Leží v nadmořské výšce 1921,3 m na stupni mezi Hincovou kotlinou a Sataní dolinkou.

## Okolí
Na západě se nad plesem prudce zvedají skalní stěny. Na severu je mírným stupněm oddělené od Veľkého Hincova plesa a dále na východ od Mengusovské doliny stupněm ve kterém se nacházejí Sataní plieska. Na jih se otevírá Sataní dolinka. Okolí plesa je kamenité.

## Vodní režim
Pleso nemá žádný přítok. Nedaleko pod plesem se objevuje Sataní potok, který je pravým přítokem Hincova potoka. Průměrně 230 dní v roce je zamrzlé. Rozměry jezera v průběhu času zachycuje tabulka:
| Rok     | Měření prováděl   | Rozloha ha | Délka m | Šířka m | Hloubka max.m | Objem m³ |
| ------- | ----------------- | ---------- | ------- | ------- | ------------- | -------- |
| 1928    | Josef Schaffer    | 2,2208     | 275     | 130     | 6,1           | [ 2 ]    |
| 1961–67 | pracovníci TANAPu | 2,22       | 265     | 130     | 6,4           | [ 2 ]    |
| 2005    | Gregor, Pacl      | 2,2260     | [ 2 ]   | [ 2 ]   | 6,2           | 72 360   |

## Přístup
Přístup je možný pěšky a to pouze v letním období od 16. června do 31. října.
- Po modré turistické značce, která vede ve vzdálenosti několika desítek metrů od severovýchodního břehu a spojuje Mengusovskou dolinu s Kôprovou dolinou. Od Popradského plesa trvá výstup 1,5 hodiny. Vrátit se je možné stejnou cestou anebo pokračovat přes Vyšné Kôprovské sedlo a Hlinskou dolinu do Kôprové doliny.